# سانوو ایون‌سوک
سانوو ایون‌سوک (انگلیسی: Sunwoo Eun-sook؛ زادهٔ ۲۴ دسامبر ۱۹۵۹) بازیگر، و بازیگر سینما اهل کشور کره جنوبی است. از فیلم هایی که وی در آنها بازی کرده است می توان به سریال دوستان اشاره نمود.